# Taifa Constantina en Hornachuelos
De taifa Constantina en Hornachuelos was een emiraat (taifa) in de regio Andalusië, in het zuiden van Spanje. De stad Constantina was de hoofdplaats van de taifa. Een andere stad in de taifa was Hornachuelos.
De taifa kende na de overheersing van de Almoraviden uit Marokko een korte onafhankelijke periode van ca. 1143 tot 1150 onder emir Ibn Marwan. In 1150 werd het veroverd door de Almohaden.